# كريزتيان كوفاتش
كريزتيان كوفاتش (بالمجرية: Kovács Krisztián)‏ هو لاعب كرة قدم مجري، ولد في 29 مايو 2000 في كومارنو في سلوفاكيا. شارك مع منتخب المجر لكرة القدم.